# Rana boylii
Rana boylii е вид земноводно от семейство Водни жаби (Ranidae). Видът е почти застрашен от изчезване.

## Разпространение
Разпространен е в Мексико и САЩ.